# 管屋
25°57′23″N 115°24′32″E / 25.95639°N 115.40889°E
红四军政治部旧址暨毛泽东旧居──管屋，位于中国江西省于都县贡江镇建国路12号，原系管氏民宅，故称管屋。管屋为砖木结构，总面积286平方米，分上下栋，上栋为主间，一厅两间，座北朝南，上栋左侧有两个房间，上下栋间有一回廊小院。1929年4月8日，毛泽东、朱德率领红四军首次进驻于都县，红四军政治部驻在管屋，毛泽东也住在这里。红四军军部驻一巷之隔的葛氏宗祠。4月中旬，毛泽东、朱德率红四军从于都县城出发分兵前往兴国、宁都等地。1970年按原貌修复，1982年被列为县级文物保护单位。
　
- 俯瞰管屋，左侧为红四军军部旧址——葛氏宗祠
- 侧面临巷大门
- 侧面临巷大门
- 上栋
- 上栋正房
- 上栋东侧毛泽东卧室
- 下栋